# Franciotto Orsini
Franciotto Orsini (Roma, 1473 - Roma, 10 de janeiro de 1534) foi um cardeal do século XVII.

## Biografia
Nasceu em Roma em 1473. Filho mais velho de Orso, chamado Organtino, Orsini, signore de Monteredondo, e Costanza Savelli. Sobrinho do Papa Leão X , por parte de pai. Signore de Monterotondo. A família deu à igreja vários papas e cardeais: Papa Celestino III (1191-1198); Papa Nicolau III (1277-1280); Papa Bento XIII (1724-1730); Matteo Orsini (1262); Latino Malabranca Orsini , OP (1278); Giordano Orsini (1278); Napoleão Orsini (1288); Francesco Napoleão Orsini (1295); Giovanni Gaetano Orsini (1316); Matteo Orsini, OP (1327); Rinaldo Orsini (1350); Giacomo Orsini (1371); Poncelo Orsini (1378); Tommaso Orsini de Manoppello (1383?); Giordano Orsini , iuniore (1405); Latino Orsini (1448); Cosma Orsini , OSB (1480); Giovanni Battista Orsini (1483); Flávio Orsini (1565); Alessandro Orsini (1615); Virginio Orsini , OSIo.Hieros. (1641); e Domenico Orsini d'Aragona (1743).
Educado em Florença por Lorenzo il Magnifico de' Medici, que se casou com Clarice Orsini, tia de Franciotto.
Participou de diversos empreendimentos militares; ele lutou contra Cesara Borgia. Casou-se com Violante Orsini, de Mugnano, e teve cinco filhos legítimos e um natural (1) ; após a morte de sua esposa, ele ingressou no estado eclesiástico. Clérigo romano. Apostólico protonotário.
Criado cardeal diácono no consistório de 1º de julho de 1517; recebeu o chapéu vermelho e a diaconia de S. Giorgio em Velabro, 6 de julho de 1517.
Nomeado administrador da sé de Nicastro, 18 de setembro de 1517; renunciou ao cargo em 5 de maio de 1518. Arcipreste da basílica patriarcal do Vaticano. Administrador da Sé de Boiano, 18 de janeiro de 1519; ocupou o cargo até 24 de julho de 1523. Deposto do cardinalato em 8 de agosto de 1519 (?). Mais tarde reintegrado. Optou pela diaconia de S. Maria in Cosmedin depois de 1519. Participou do conclave de 1521-1522, que elegeu o Papa Adriano VI. Participou do conclave de 1523, que elegeu o Papa Clemente VII. Administrador da Sé de Fréjus, 15 de junho de 1524; renunciou ao cargo em favor de seu sobrinho Leone Orsini, em 15 de dezembro de 1525. Administrador da Sé de Rimini, em 23 de março de 1528; ocupou o cargo até 7 de abril de 1529.
Morreu em Roma em 10 de janeiro de 1534. Sepultado na basílica patriarcal do Vaticano, Roma